# Tim Owens
Tim "Ripper" Owens (født Timothy S. Owens den 13. september 1967 i Akron, Ohio) er en amerikansk heavy metal sanger, der på nuværende tidspunkt optræder med Beyond Fear og Yngwie Malmsteen. Han er trods dette nok mest kendt for sin position, som tidligere forsanger i det britiske heavy metal-band Judas Priest og senere i Iced Earth.
Hans kælenavn, Ripper, har han fået fra Judas Priest-sangen "The Ripper".[kilde mangler]

## Diskografi

### MedWinter's Bane
- Heart of a Killer (1993)

### MedJudas Priest
- Jugulator (1997)
- '98 Live Meltdown (livealbum, 1998)
- Demolition (2001)
- Live in London (livealbum og dvd, 2003)
- Metalogy (bokssæt, kun 4 spor; 2004)

### MedIced Earth
- The Reckoning (2003)
- The Glorious Burden (2004)
- Overture of the Wicked (2007)
- Framing Armageddon (Something Wicked Part 1) (2007)

### MedBeyond Fear
- Beyond Fear (2006)